# Imperator

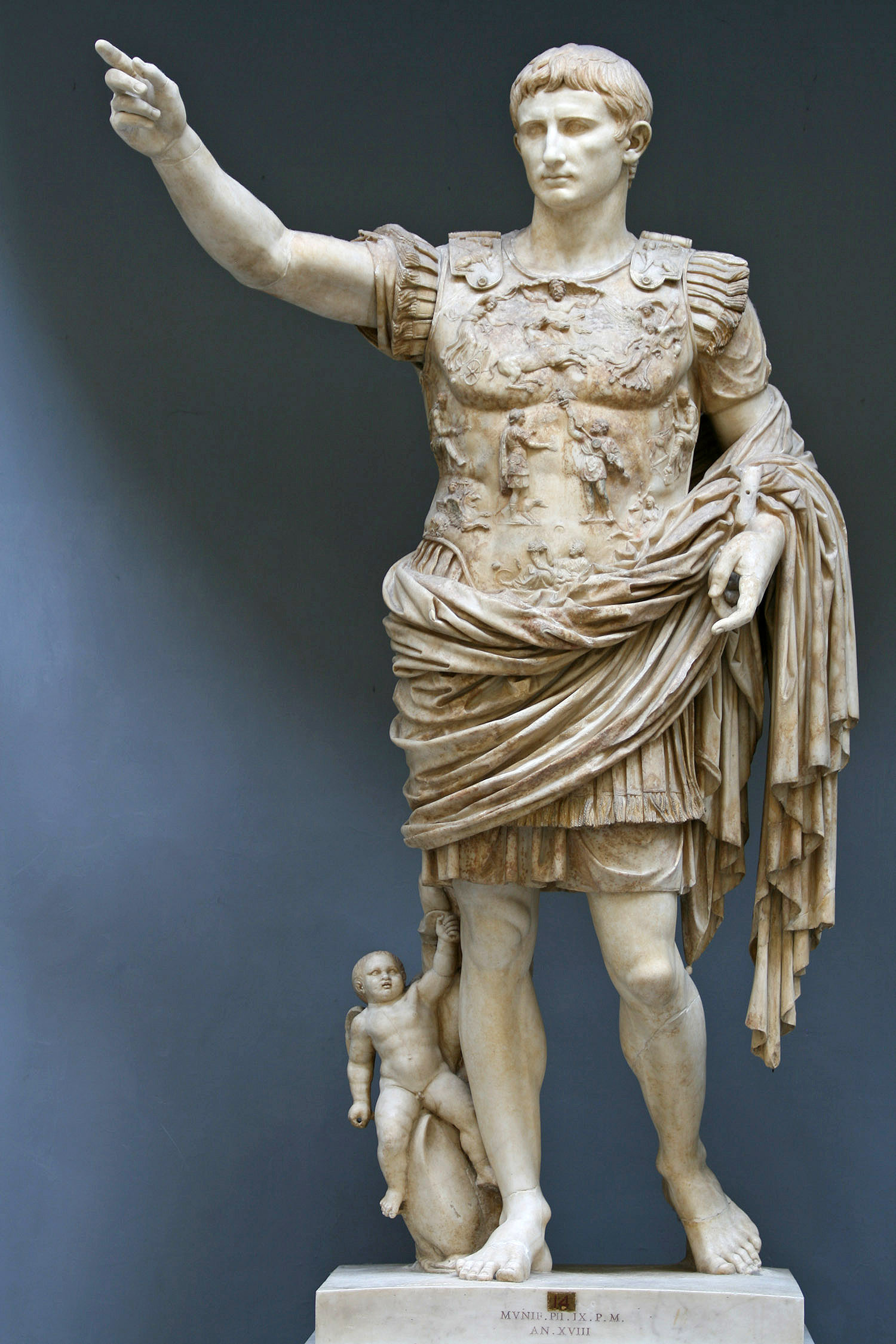
Oktawian August jako imperator

Imperator (łac. 'rozkazodawca' od imperium od czasownika imperare 'rozkazywać; rządzić' i końcówki -tor oznaczającej sprawcę czynności) – tytuł, który w czasach republiki żołnierze przyznawali w Rzymie zwycięskim wodzom, którzy samodzielnie prowadzili (suis auspiicis) i zwycięsko zakończyli wojnę, w której zabito minimum 5000 wrogów. Przyznanie tytułu oznaczało, że wódz wykazał w boju, iż jest godnym władzy pochodzącej od bogów, jaką powierzył mu lud, oraz że bogowie mu sprzyjają. Senat przyznawał nabożeństwa dziękczynne na cześć wodza (supplicationes). Najwyższym uznaniem ze strony senatu było przyznanie triumfu, którego ważność obowiązywała wtedy, gdy wódz złożył przed senatem sprawozdanie z wojny przed wejściem do miasta. Gdyby przedtem wszedł do miasta, utraciłby prawo do tego zaszczytu.
Pierwszym wodzem, który używał tego tytułu był najprawdopodobniej Scypion Afrykański Starszy obwołany imperatorem przez podległe mu wojska podczas walk z Kartagińczykami w Hiszpanii w końcu III w. p.n.e.
W 45 r. p.n.e. senat przyznał ten tytuł Juliuszowi Cezarowi z prawem jego przekazywania potomkom. Był jednym z tytułów używanych przez Oktawiana Augusta i kolejnych cesarzy rzymskich (formalnie funkcjonował jako pierwsze imię każdego cesarza). Po podziale cesarstwa używali go również władcy wschodniorzymscy. Panujący w Konstantynopolu w latach 610-641 Herakliusz I zarzucił jego stosowanie na rzecz greckiego tytułu basileus (dosłownie „król”), który uznawany był za grecki ekwiwalent łacińskiego słowa „imperator”.

## Pochodne słowa
Od tytułu imperator pochodzą: włoski imperatore, hiszpański emperador, rosyjski император, francuski empereur oraz, za pośrednictwem francuskiego, angielski emperor, czyli cesarz (słowo emperor nie odpowiada jednak dokładnie swemu polskiemu odpowiednikowi, ponieważ oznacza każdego władcę jakiegoś imperium, a nie tylko cesarza)

## Poza Rzymem
W czasach nowożytnych imperator stał się dziedzicznym tytułem niektórych monarchów, dlatego nazywa się tak władców Rosji z lat 1721-1917 (czyli władców Imperium Rosyjskiego). W tym znaczeniu słowo imperator niekiedy, lecz nie zawsze, może być synonimem takich słów jak cesarz i car, zaś jego żeńska forma, imperatorowa, może (lecz również nie zawsze) być synonimem słów caryca i cesarzowa (patrz: rosyjskie caryce i cesarzowe). Imperator to także władca Imperium Galaktycznego z uniwersum Gwiezdnych Wojen. 